# Пјер Блондио
Пјер Огист Блондио (фр. Pierre Auguste Blondiaux; Париз, 23. јануар 1922 — Ница, 14. април 2003) био је француски веслачки репрезентативац, члан Веслачког клуба Метро из Париза. Најчешће је веслао у четверцу без кормилара.
Са четверцем без кормилара Француске, учествовао је на Летњим олимпијским играма 1952. у Хелсинкију. Освојили су сребрну медаљу иза четверца Југославије. Француски четверац је веслао у саставу: Пјер Блондио, Жан-Жак Гисар, Марк Буису и Роже Готје.